# Rafael Navarro González
Rafael Navarro González (Ciudad de México, 25 de abril de 1959 - 28 de enero de 2021) fue un químico, biólogo y astrobiólogo mexicano.
Estableció el Laboratorio de Química de Plasmas y Estudios Planetarios en el Instituto de Ciencias Nucleares de la Universidad Nacional Autónoma de México, con el apoyo del Consejo Nacional de Ciencia y Tecnología de México en 1994.
Identificó el papel de los relámpagos volcánicos en el origen de la vida en la Tierra.
Halló una zona en el desierto de Atacama al norte de Chile con suelo con características similares al de Marte, por lo que recibió premios internacionales.
Propuso procesos para explicar la posible formación de moléculas orgánicas sobre la base de estudios de terreno de Marte.
“Su investigación combina exitosamente simulaciones en el laboratorio, trabajo de campo y modelación teórica combinando las disciplinas de química, física y biología. Este dominio no es usual y requiere una curiosidad dinámica e intelectual fuera de lo común. Su trabajo influyó en que se reevaluaran los resultados de la nave Viking y que se rediseñara el instrumento que busca moléculas orgánicas en el robot Curiosity”.
La NASA puso su nombre a una montaña de Marte en 2021, como homenaje por su destacada trayectoria. La montaña se encuentra en una región de transición del cráter Gale, de 120 metros de altura. Es la quinta persona cuyo nombre se da a un sitio explorado de ese planeta.

## Estudios
Estudió biología en la Facultad de Ciencias de la Universidad Nacional Autónoma de México en 1983. Obtuvo el doctorado en química en la Universidad de Maryland, en 1989.

## Trabajo de investigación
Fue investigador del Instituto de Ciencias Nucleares de la Universidad Nacional Autónoma de México desde 1989. Asimismo, fue coinvestigador del Experimento de Análisis Químico (SAM) del Laboratorio Móvil en Marte (Curiosity), y su labor consistió en buscar condiciones geológicas similares en el Desierto de Atacama y en Marte.

## Membresías
- Sociedad Internacional para el Estudio de los Orígenes de la Vida desde 1981
- Sociedad para la Investigación de la Radiación desde 1986
- Sociedad Química de México desde 1986
- Sociedad Química Estadounidense desde 1991
- Sociedad Planetaria desde 1991
- Unión Geofísica Estadounidense desde 1992
- Sociedad de Investigación Científica Sigma Xi desde 1992
- Unión Internacional de Química Pura y Aplicada desde 1992
- Sociedad Astronómica Estadounidense desde 1996
- Unión Europea de Geociencias desde 2001
- Sociedad Mexicana de Astrobiología desde 2001.
- Presidente de la Sociedad Mexicana de Astrobiología de 2004 a 2010
- Comité de Investigaciones Espaciales ante las Naciones Unidas
- Miembro del comité editorial de la revista científica Astrobiology, de la Sección Cultura del periódico Reforma y de la revista científica Origins of Life and Evolution of Biospheres.[cita requerida]

## Docencia
En la Universidad Nacional Autónoma de México, fue profesor en el Instituto de Ciencias Nucleares, en el Instituto de Ciencias del Mar, en los posgrados de Química, Ciencias del Mar, Ciencias de la Tierra y Ciencias Biológicas y colaborador de la Dirección General de Divulgación de la Ciencia.[cita requerida]
Asimismo, trabajó como profesor visitante en el Departamento de Ciencias de la Tierra, Atmosféricas y Planetarias del Instituto Tecnológico de Massachusetts de 1997 a 1998 y como profesor invitado en el Laboratorio Interuniversitario de Sistemas Atmosféricos de la Universidad de París VII Denis Diderot y de la Universidad Paris Este Creteil Val del Marne del 2002 al 2003.[cita requerida]

## Premios y distinciones
Se hizo acreedor a los siguientes reconocimientos:
- Premio Alexander von Humboldt de la Unión Europea de Geociencias en 2009, otorgado a científicas y científicos de países en desarrollo con prestigio internacional excepcional, por su descubrimiento de suelo similar al de Marte en el desierto de Atacama en Chile.[6]

- Premio TWAS en Ciencias de la Tierra de la Academia de Ciencias para el Mundo en Desarrollo en 2009 por su descubrimiento de suelo similar al de Marte en el desierto de Atacama en Chile.[7]

- Premio Crónica en el rubro de Ciencia y Tecnología, del periódico Crónica, que se otorga a mexicanas y mexicanos que dedican su vida al impulso y la divulgación de la investigación científica y el desarrollo tecnológico.[cita requerida]

- Premio Universidad Nacional 2012 en el área de investigación, por sus contribuciones al proyecto en Marte, y 2020 por su muy destacada labor en docencia.[cita requerida]